# حمدي بن حسن بن عبد الله الياور
اللواء حمدي بن حسن بن عبد الله الياور هو أول رئيس للمراسم الملكية للملك فيصل بن عبد العزيز آل سعود منذ أن كان نائبُا للملك في الحجاز وكذلك كان المرافق الخاص له.

## أصوله
تعود أصوله إلى الجزيرة العربية، هاجر أجداده في القرن السابع عشر ميلادي من الجزيرة إلى مابين الرافدين جنوب الموصل في العراق في أثناء حكم الدولة العثمانية للمنطقة العربية.وترجع أصوله حسب شجرة النسب إلى الحسين بن علي بن أبي طالب .

## مولده ونشأته
ولد في العراق عام1316 هـ  الموافق 1897 م، وتوفي عام1391 هـ 1970م في مدينة جدة في المملكة العربية السعودية، له من الأبناء (7) ستة من الذكور وابنة واحدة.
تنقل أجداده ما بين جنوب العراق والموصل إلى أن استقر والده ببغداد وأعجبته ثقافتها وتأقلم على العيش فيها . كان لدى أجداده وأسرته الخير الكثير من أراضي وقرى عامرة ببساتينها وخيراتها كما كان لوالده علاقة طيبة مع الدولة العثمانية التي منحته أراضي شاسعة ناحية الموصل وشمال بغداد والتي تم تأميمها ومصادرتها نتيجة ثورة 1958 التي قام بها عبد الكريم قاسم.

اهتم والده بتعليمه حيث أدخله مدرسة عثمانية ثم بعثه إلى المدرسة الحربية في الاستانة وهي المدرسة التي كان يذهب إليها أبناء الأسر والعشائر من مختلف الدول العربية لدراسة العلوم العسكرية . ثم تخرج من الكلية العسكرية ضابطًا برتبة ملازم، عاد إلى موطنه الأصلي وأرض أجداده في الجزيرة العربية حيث عمل قائدًا في الجيش العثماني التابع للشريف الحسين بن علي الذي كان الحاكم المفوض من قبل الدولة العثمانية على منطقة الحجاز، ثم أصبح مساعدًا للقائد العام للجيش في عهد آخر ملوك الحجاز من الأشراف الشريف علي بن الحسين الذي كلفه بقيادة مدينة ينبع عسكريًا في أثناء حصارها من قبل جيش الأخوان، حيث جهز الباخرة المسماة بالرقمتين بالمدافع والرشاشات وأكياس الرمل واشتبك مع الأخوان من البحر؛ ثم دخل ينبع واستلم من قائدها آنذاك /عبد الحميد حكيم القيادة وأمر ببناء برج حماية مدينة ينبع والذي سُمي بمركز القلعة ومركز قله ومركز المنجاره وأستبسل في الدفاع عنها، ثم توجه إلى جدة للدفاع عنها ولكن ما لبث أن يشارك في الدفاع عنها حتى تم تسليم الحجاز حسب "اتفاق جدة عام 1344هـ/1925م "بين الملك عبد العزيز والملك علي ابن الحسين. وبموجبه تم انهاء حكم الأشراف ومبايعة الملك عبد العزيز آل سعود ملكًا للحجاز ونجد وملحقاتهما .
بعد تسليم جدة طلب الملك عبد العزيز من قوات الشريف الانضمام إليه بعد أن منحهم الأمان ومن بينهم القائد/ حمدي الياور؛ ونظرًا لما تميز به من شجاعة وحنكة عسكرية وقدرة قتالية فقد أوكل إليه الملك الملك عبد العزيز آل سعود مهمة تنظيم وتأسيس الجيش السعودي كما شارك في حرب اليمن .حصل على ثقة الملك عبد العزيز ثم أصبح رئيسًا للتشريفات والمرافق الخاص لجلالة الملك فيصل بن عبد العزيز آل سعود منذ أن كان نائبًا للملك في الحجاز . 

سكن مكة المكرمة، وكانت داره العامره في حي المسفلة مشهورة وتُعرف ببيت حمدي بك الياور، ثم مع انتقال مقر الحكم إلى جدة سكن في حي الشرفية ليكون قريبًا من مهامه كرئيس للتشريفات في عهد الملك فيصل بن عبد العزيز، وفي فصل الصيف كان ينتقل مع الملك فيصل وسائر الحكومة إلى مدينة الطائف .

## صفاته
اتصف اللواء حمدي الياور بقوة الشخصية والشجاعة وعزة النفس والكرامة والحنكة العسكرية، كما تميز بالجود والكرم وحسن استقبال الضيف إذ كانت داره في مكة وجدة لا تخلو من الضيوف والوفود من داخل المملكة ومن خارجها.
كان كتومًا للأسرار ومحبًا كبيرًا للملك فيصل بن عبد العزيز ومخلصًا له ومن رجاله البارزين منذ أن كان جلالته نائبًا لوالده اللملك عبد العزيز في الحجاز.
له الكثير من المواقف الشجاعة سواء في أثناء الدولة السعودية الثالثة أو في أثناء حكم الأشراف للحجاز.

## المناصب
أول رئيس للمراسم(التشريفات) الملكيةالملك فيصل بن عبد العزيز منذ أن كان نائبًا للملك في الحجاز.

مدير مؤقت لمديرية الأمور العسكرية بالوكالة عام 1930م في عهد الملك عبد العزيز آل سعود.

## الألقاب والنياشين
حصل على العديد من الأوسمة والنياشين التي كانت تزين بذلته العسكرية من بعض ملوك الدول وزعماؤها تقديرًا للدور الذي كان يقوم به في عهد الملك عبد العزيز والملك فيصل بن عبد العزيز ومن أهمها:
- نيشان من جلالة الملك عبد العزيز.
- نيشان النيل من جلالة الملك فاروق ملك مصر.
- نيشان من شاه إيران الإمبراطور رضا بهلوي.

كما كان يعتز كثيرًا بالسيف الذي أهداه إليه جلالةعبد العزيز آل سعود ويُكمل به بذلته العسكرية.
حصل على لقب بك من قبل الدولة العثمانية وهي من الألقاب الرفيعة المستوى التي تمنح كتشريف لأصحاب المراكز والوجهاء في أثناء حكم العثمانيين.

## إنجازاته
في عهد الملك عبد العزيز صدر مرسوم ملكي في 30/6/1930م بتوحيد جميع الدوائر العسكرية وتعيين اللواء/ حمدي بك الياور مديرا مؤقتا لمديرية الأمور العسكرية بالوكالة، وطلب منه الملك عبد العزيز أن يضع تقريرا يُعين فيه التشكيلات التي يقتضي الأمر تشكيلها للتنظيمات العسكرية، ويقدم ميزانية لها، ويعين مناطق الجنود والأماكن التي توجد فيها القطاعات على أن يكون الإشراف على الجنود جميعا من اختصاصه ومن أهم التنظيمات التي أنجزتها مديرية الأمور العسكرية القوات المسلحة السعودية ما يلي: وضع الأسس للخدمة العسكرية النظامية وسَنَّ الأنظمة واللوائح التي تحكم أمور الجند، وكذلك تشكيل الوحدات العسكرية طبقاً للأسلحة وتصنيف الشعب والإدارات القيادية والتموينية.